# Entrescador

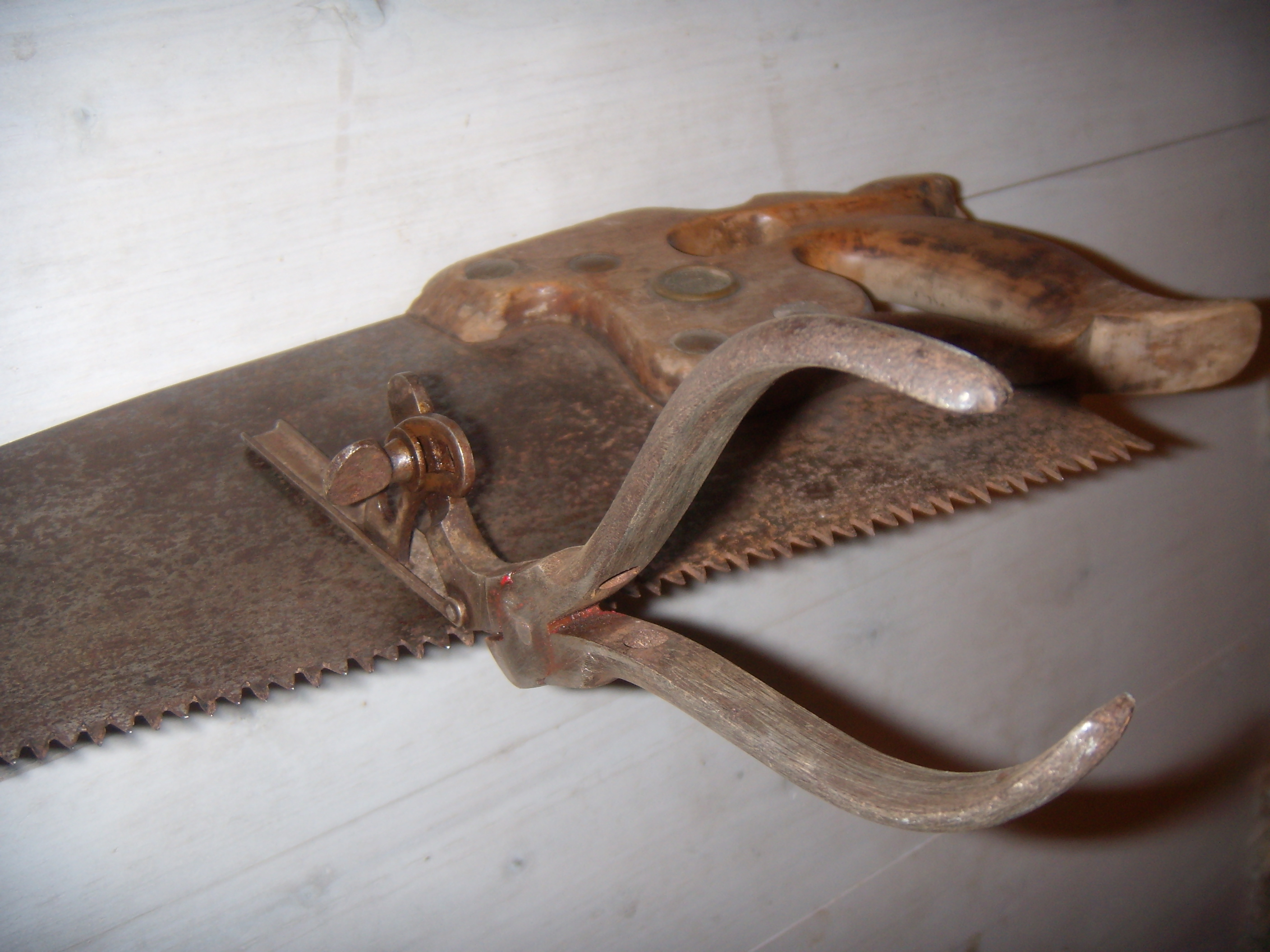
Entrescador a un xerrac

L'entrescador o entrisclador a les Pitiüses és un aparell que pot tenir diverses formes i que es fa servir per entrescar (o entrisclar en pitiús) les dents d'una serra o d'un xerrac. És a dir, per inclinar lleugerament les dents cap a un costat i cap a l'altre perquè mengin més la fusta i tallin més i millor.